# Codroș de diamant
Codroșul de diamant (Phoenicurus moussieri) este o specie de pasăre paseriforme din familia Muscicapidae. Se găsește în Munții Atlas din nord-vestul Africii. Habitatele sale naturale sunt pădurile deschise în zone stâncoase de la nivelul mării până la 3000 m altitudine în munți. Este numit după Jean Moussier (1795–1850), care a fost naturalist amator în armata franceză în timpul războaielor napoleoniene.

## Descriere
Este cel mai mic codroș, are doar 12 cm lungime și 14-15 g greutate. Masculul are un cap negru, cu o dungă albă largă care trece deasupra fiecărui ochi și pe partea laterală a gâtului. Părțile superioare sunt negre, cu excepția unei pete albe pe aripă. Părțile inferioare sunt de un portocaliu-roșiatic bogat. Femela are capul și părțile superioare de culoare maro pal, iar părțile inferioare sunt de un portocaliu mai deschis decât masculul.

## Galerie

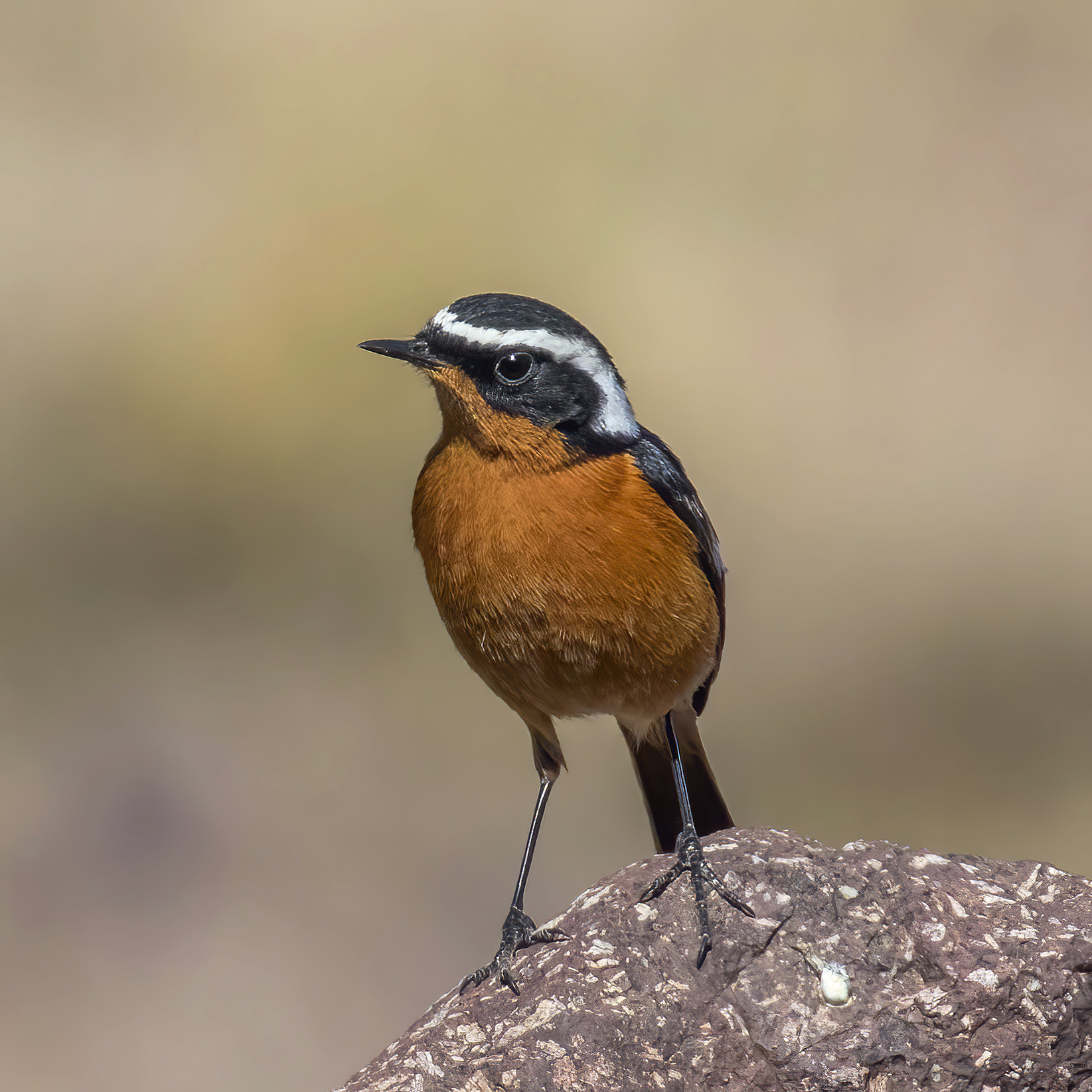
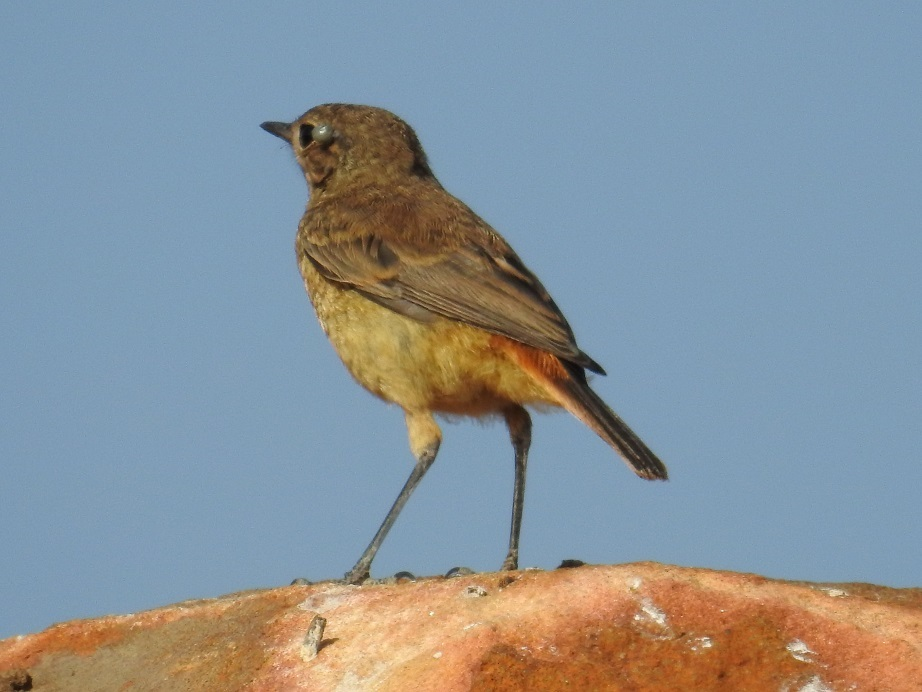
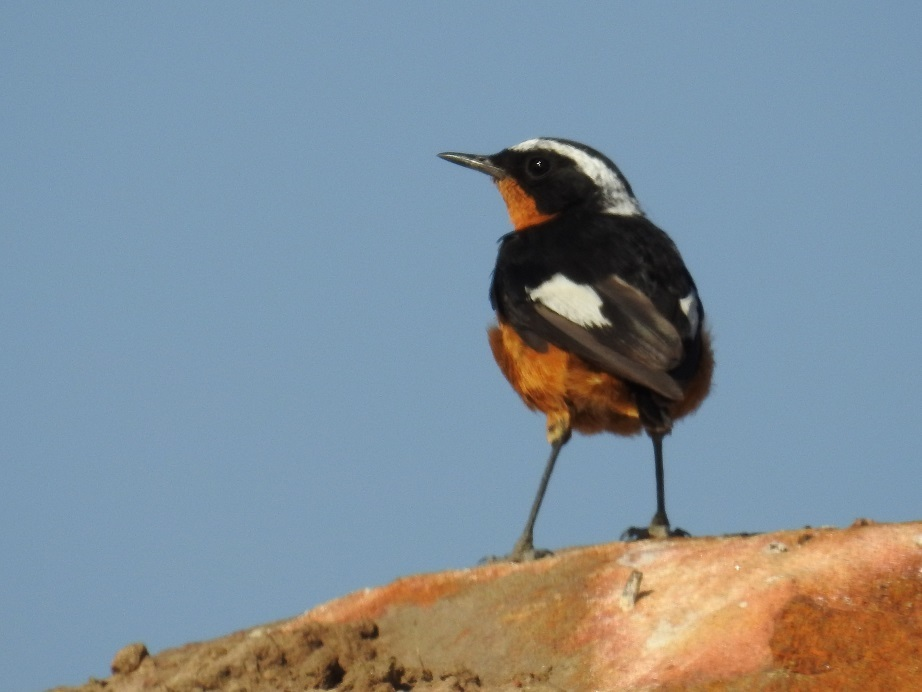
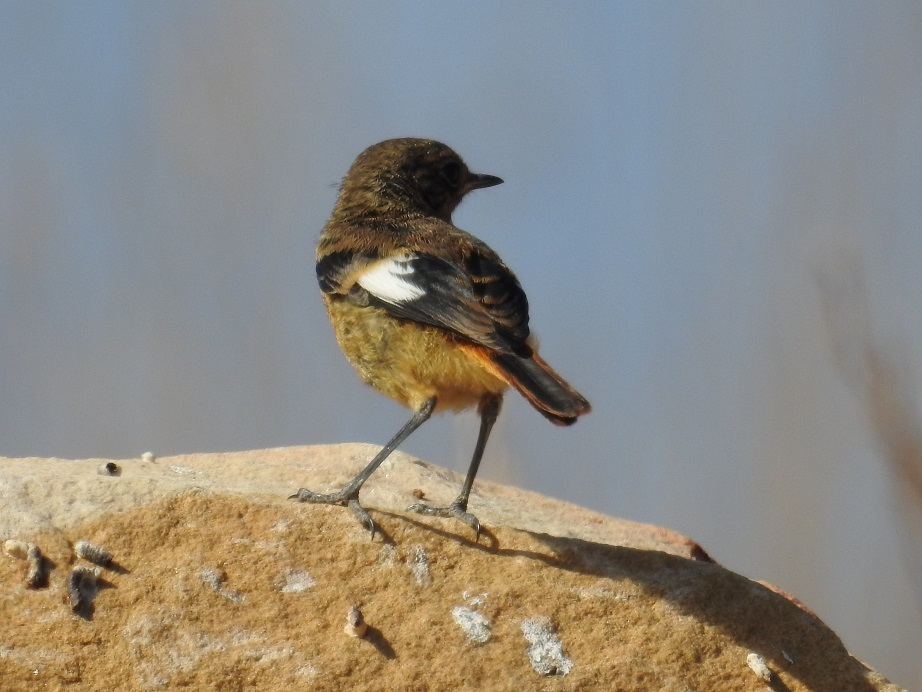
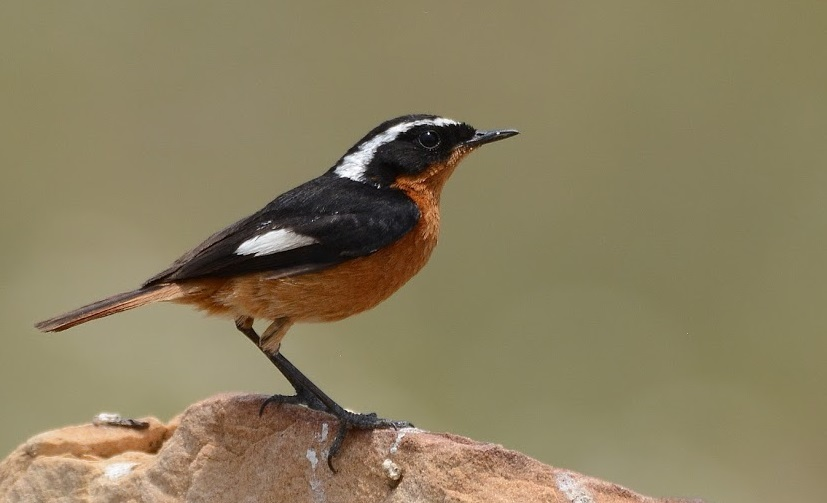
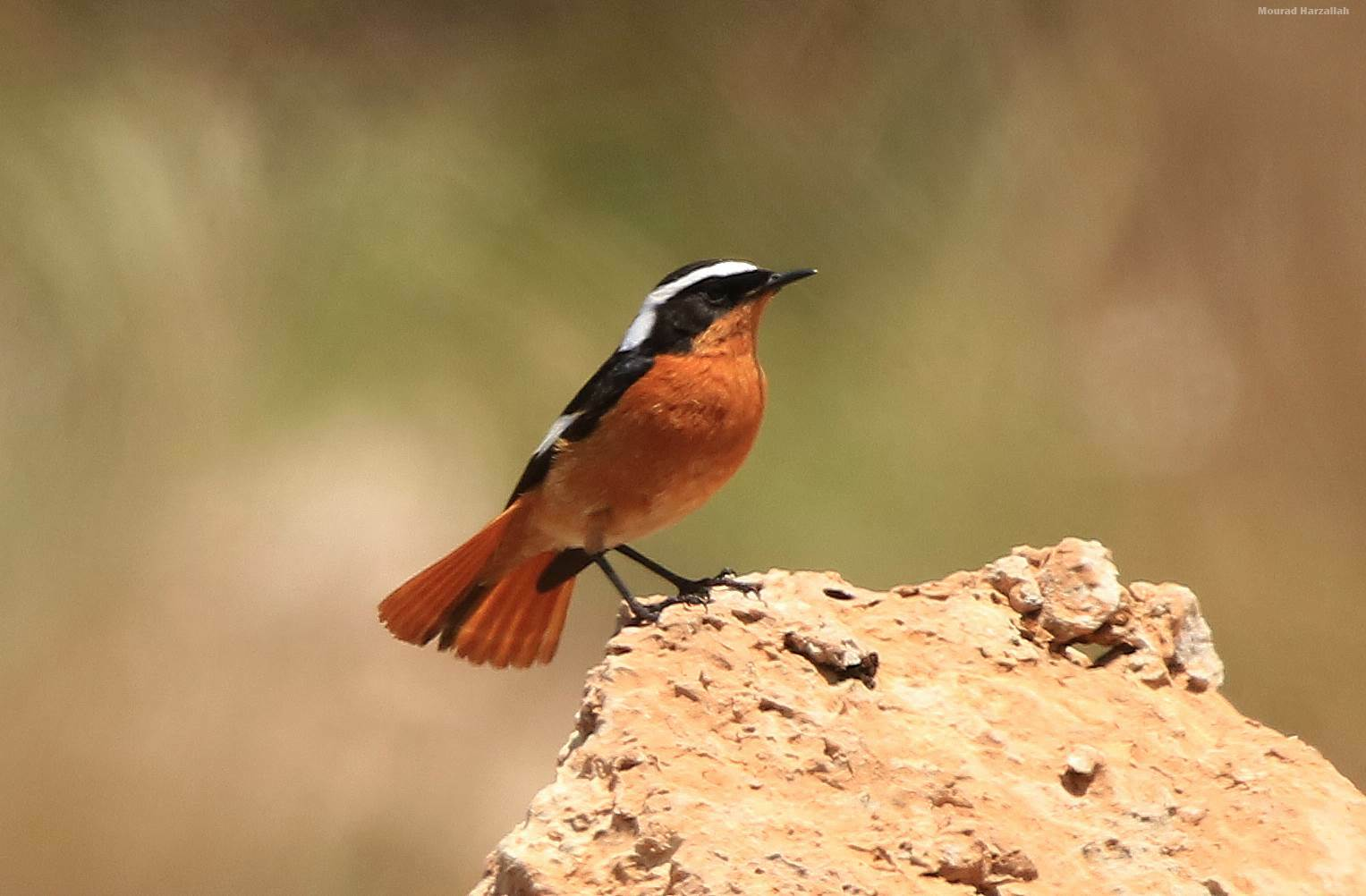
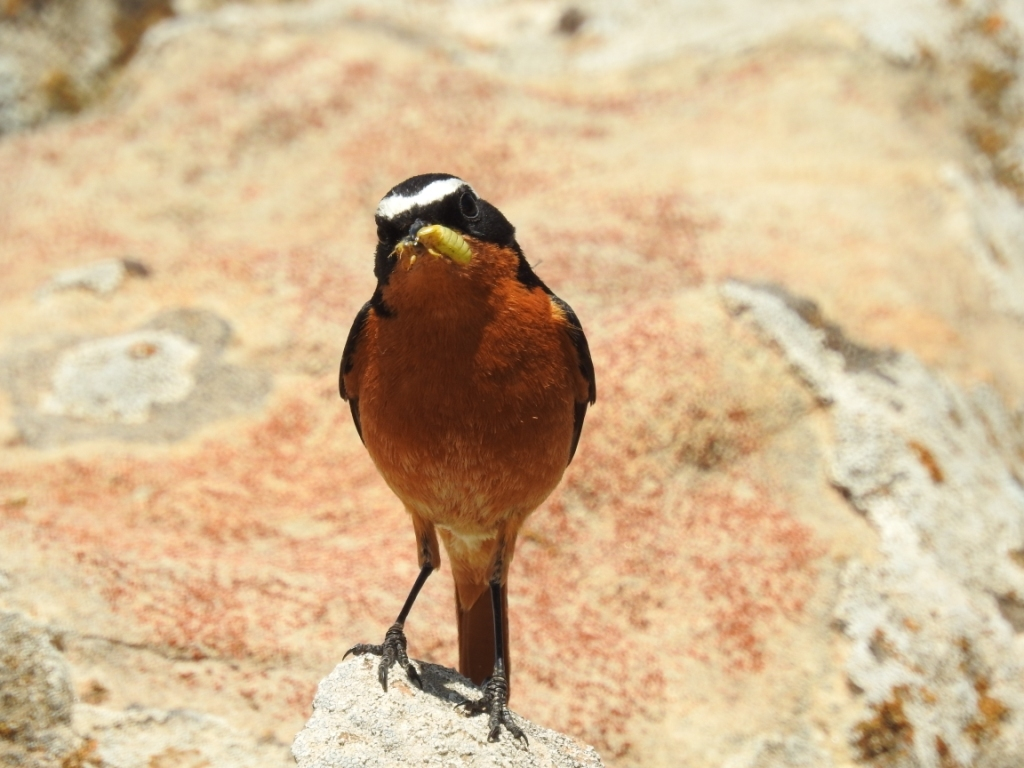